# Olena Falkman
Olena Ida Theresia Falkman, född 22 september 1849 i Stockholm, död den 13 september 1928 i Hedvig Eleonora församling, Stockholm, var en svensk konsertsångerska (alt). Hon var även litterärt intresserad och gjorde akvarellmålningar.
Hennes föräldrar var brukspatronen och hovdestillatören vid det kejserliga ryska hovet, Carl Johan Falkman, och Sofia Albertina Peterson. Hon gifte sig 1876 med professorn Theodor Rabenius. I äktenskapet blev hon mor till Lars, Olof och Nils Rabenius.
Hon växte upp i Sankt Petersburg i Ryssland, där hennes far hade en tjänst vid tsarhovet. Hon var elev till den kände italienske sångpedagogen Ronconi. Hon turnerade i Europa med violinisten August Wilhelmj. Denne försökte få henne att ta kontakt med Richard Wagner i Bayreuth, men hon ville inte bli operasångerska utan föredrog att framträda vid konserter. Hon företog en konsertturné i Skandinavien med "violinkungen" Joseph Joachim.
År 1874 framträdde hon i Stockholm, och Fredrika Limnell beskrev henne med orden: "Hon har en storartad och skön, sällsynt full och välljudande röst och ett sant och ädelt föredrag ... En onämnbar grazia omsvärmar varje hennes rörelse och allt hennes väsende", och Helena Nyblom skrev om hennes "sympatiska person... Med sin slanka gestalt och de mörka, melankoliska ögonen påminde hon om Runebergs Nadeschda. Sällan har jag hört en röst med en mera bedårande klang, som en mjuk violoncell".
Olena Falkman avslutade sin karriär efter sitt giftermål 1876, något som väckte uppseende i musikkretsar. Maken var professor vid Uppsala universitet, och hon bosatte sig med honom i Uppsala. Hon fortsatte dock att framträda vid exempelvis välgörenhetskonserter. Hon sjöng då främst oratorieverk av Bach, Händel och Mendelssohn under J. A. Josephsons ledning, men även romanser av Schubert, Schumann och Robert Franz samt svenska och norska visor av Erik Gustaf Geijer, Lindblad, Sjögren och Grieg. Ludvig Norman tillägnade henne 1876 musiken till kantaten "Rosa rorans bonitatem".
Makarna Rabenius är begravda på Uppsala gamla kyrkogård.